# ユニリーバ
ユニリーバ（Unilever plc）は、イギリス・ロンドンに本拠を置く世界有数の一般消費財メーカー。食品・洗剤・ヘアケア・トイレタリーなどの家庭用品を製造・販売する多国籍企業。戦後から世界進出に積極的であり、現在世界180ヵ国以上に支店網を擁する。

## 前史
イギリスの石鹸会社「リーバ・ブラザーズ（Lever Brothers）」と、オランダのマーガリン会社「マーガリン・ユニ（Margarine Unie）」が、1930年「ユニリーバ」として経営統合した。

### リーバ・ブラザーズ
食品卸を営んでいたウィリアム・ヘスケス・リーバが、1885年にウォリントンの工場を買収し、パーム油を原料とした石鹸製造を始めたのが起源とされる。リーバ・ブラザーズはイギリス領西アフリカやベルギー領コンゴで原料のパーム油を調達していたが、暫くするとドイツ帝国とアメリカ合衆国が太平洋諸島への植民を推進し、1900年代初頭にはパーム油が不足する事態となった。このためリーバ・ブラザーズは原料確保のためにトラスト化を推進、同業のピアーズ石鹸（Pears）やBOCM（British Oil and Cake Mills Ltd.）のみならず、アイスクリームやソーセージ・ミートパイを製造していたウォールズも買収し食品製造にも進出。第一次世界大戦でドイツからの貿易がストップすると政府の要請でマーガリン製造を請負い、オランダ製のマーガリンと激しく競争することになる。

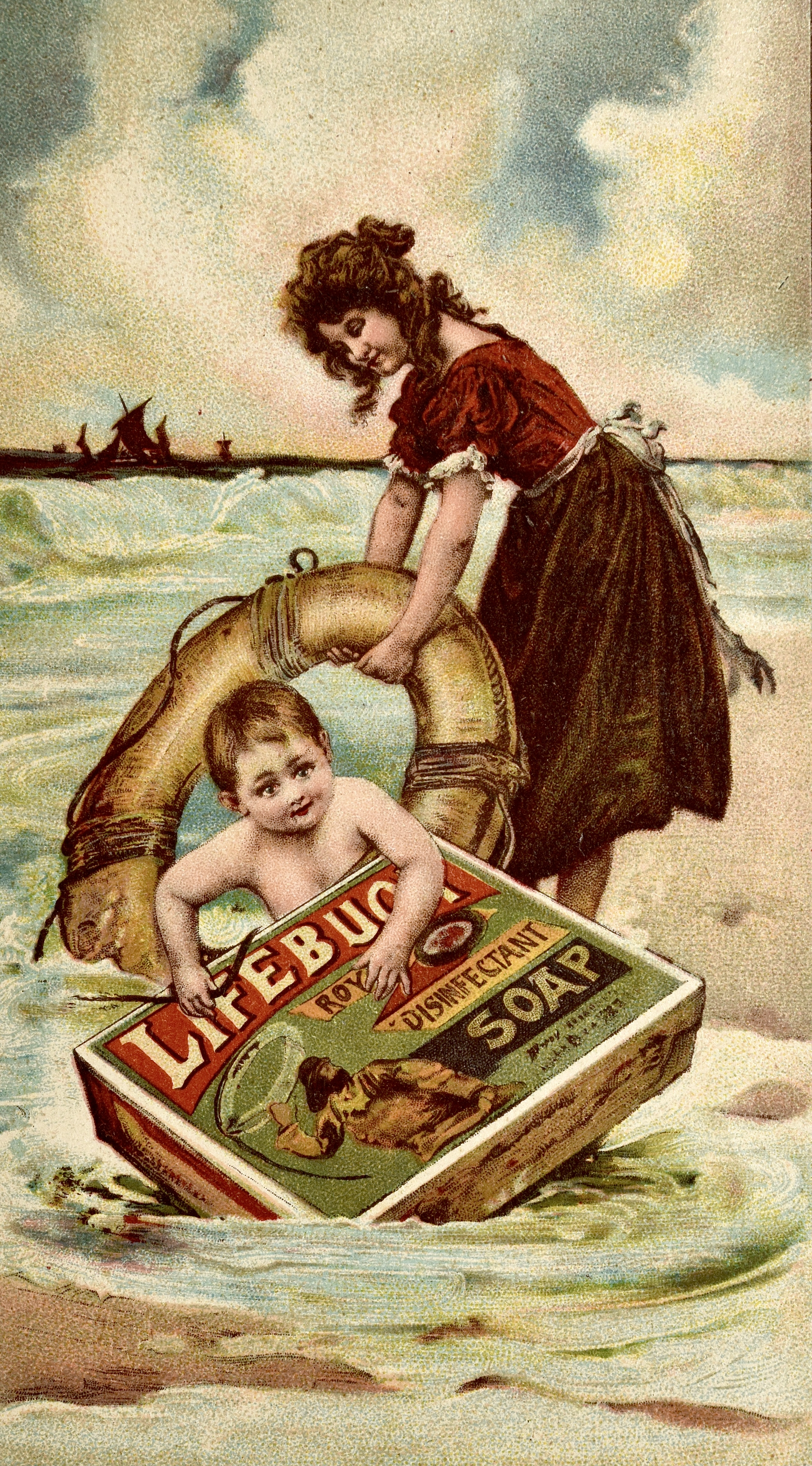
リーバ・ブラザーズの代表的な製品「ライフブイ石鹸」の広告（1890年代後半）

### マーガリン・ユニ
1867 年にアントニウス・ヨハンネス・ユルゲンスが創業した油脂会社が淵源であり、1871 年にイポリット・メージュ＝ムーリエのマーガリンの特許と権利を取得してマーガリン製造を開始した。やがて同業のサミュエル・ヴァン＝デン＝バーグとカルテルを組み、1927年にはこれまた同業のシヒトとセントラをも統合してマーガリン・ユニを創立。オランダに於けるマーガリン・石鹸・硬化油の製造販売に於ける独占的な地位を築いた。これに加えてピーナツバターを製造していたカルヴェも統合に加わった。

## 経営統合
リーバ・ブラザーズとマーガリン・ユニは世界恐慌に直面して結局はユニリーバという大同団結を果し、恐慌対策委員会を立ち上げてがんばるのだが、溝は埋まらなかった。慢性的に英蘭各法人の収益割合が1対2であった。そこで1937年、イギリス法人のクーパー（D'Arcy Cooper）が、オランダ法人へリーバー・ブラザーズUSなどの海外資産を売却のうえ企業再編を実現した。
1939年、国際決済銀行総裁ヨハン・バイエン（Johan Beyen）がユニリーバの重役となった。同年4月、ドイツ・ユニリーバの社長としてBIS・ライヒスバンク勤務歴のあるカール・ブレッシング（Karl Blessing）が招かれている。実際、ユニリーバはドイツに多くの大工場をもちナチス・ドイツの経済に対応していた。
1941年7月、クーパーは準男爵（Cooper Baronetcy of Singleton in the County of Sussex）となった。

## 技術の渉猟と経営の拡大
第二次世界大戦によってユニリーバのエンジニアが不足していることが明らかになり、プロクター・アンド・ギャンブルと終戦後に合成洗剤開発を提携するという応急措置がとられた。ユニリーバはこれをきっかけに化学工業へ進出した。初期の製品は河川の汚染をもたらしたが、1965年までに対策が行われた無害な製品を販売するようになった。ポート・サンライトは化学製品と木材（なめし剤になる。フォレスタルを参照）の研究センターとしてリニューアルされた。コルワース・ハウス（Colworth House）でも、保存料・歯磨き・シャンプーなどの研究が行われた。研究所は欧米とインドの各地にも設置された。そしてバターの代替品という地位からマーガリンを昇華させるべく、オランダのフラールディンゲン研究所は大豆油脂を精製する技術に磨きをかけた。
研究を支えるために経営も拡大した。1961年、アイスクリームのグッド・ユーモア（Good Humor）を買収（同年、ドメストも買収）。1969年にブルウェリーズ同盟（Allied Breweries）を当局の認可も得て合併しかけたが、自社株の価格下落により失敗した。気を取り直して1971年にリプトンを買収。1978年にはナショナル・スターチ（National Starch and Chemical）を買収した。ナショナル・スターチはトウモロコシやジャガイモを製粉するところからスタートして、糊などの有機化学製品を売るようになった多国籍企業であった。そのあとユニリーバは流通部門（包装・輸送・広告）を売り払い、1984年から1989年にかけてブルックボンド（Brooke Bond）を皮切りに80社ほどを次々と買収した。1984年はユニリーバにとって記念的であった。自社洗剤のウィスク（Wisk）がプロクター・アンド・ギャンブルのチア（Cheer）を（世界シェアで）上回ったのであった。1986年、クエスト・インターナショナル（Quest International、現・ジボダン）の子会社ナールデン（Naarden International）を買収、同年ポンズも社史最大規模で買収した。1989年、シェリング・プラウのヨーロッパ香水事業と、ファベルジュ（Fabergé）を買収した。

## ABB出身の会長
ベルリンの壁崩壊の翌年、ユニリーバは旧東ドイツでマーガリンをつくりはじめた。1991年、買収によりポーランドへ進出した。欧州連合発足まで域内事業を一大化学トラストへ再編する一方、ユニリーバの経営は世界へ拡大し、アジアへ堰を切ったように展開された。1996年9月、英蘭両法人を1929年から統括してきた三人の特別委員会が、収益性の高い部門からも代表を招いて七人で構成されることになった。そしてキャタピラー重機のイギリス支店を売却するなどのリストラに手をつけた。翌年、ナショナル・スターチやクエストをふくむ化学部門をインペリアル・ケミカル・インダストリーズに80億ドルで売却した。この取引は46億ドルの純益となり、その一部はユニリーバの28億ドルにおよぶ社債を償還した。1998年、PBICをモンサントに売却した。ユニリーバは同年、自社が保有する各ブランドの収益を分析し、翌年に総収益の九割を稼ぎ出す強力なブランド以外を売却してゆく方針を明らかにした。エリザベス・アーデン、ユニパス（Unipath）などが売られ、ユニリーバは2004年末までに急速なスリム化を達成した。
2004年9月、イギリス法人のトップがピアソン出身のパトリック（Patrick Cescau）というフランス人に交代した。翌年春からパトリックはグループ全体の社長としてリーバ・ハウスから指令を出すようになった。2005年7月、ユニリーバはカルバン・クラインやヴェラ・ウォンの香水ブランドをフランスのコチ（Coty, Inc.）へ売却した。翌年11月には欧州の冷凍食品事業をまとめてプライベート・エクイティ・ファンド（Permira）に売却した。2007年5月、オランダ代表を務めていたユニリーバ会長が元アトラスコプコ・エレクトロラックス社長ABBグループ現重役のミハエル（Michael Treschow）に交代した。社史で初めてのアウトサイダーである彼は、就任から4年以上かけて欧州を中心とした20億ユーロほどの事業整理を通して2万人をリストラした。整理の対象となった事業には思い出深いウィスクもあった。世界金融危機はユニリーバを中印とロシアへ駆り立て、欧米の事業整理を促した。
2010年、サラ・リー（Sara Lee Corporation）から世界のボディケア事業とヨーロッパの洗剤事業を買収した。2011年4月、プロクターやヘンケルとカルテルを結んでいたとして欧州委員会から1.04億ユーロの制裁金を課された。2013年と2014年に3％の収益減を記録した。2017年2月にクラフト・ハインツからレバレッジド・バイアウトをしかけられたが、ユニリーバは買収提案を拒否し、クラフト・ハインツは発表後2日で提案を撤回した。この事件はイギリス首相のテリーザ・メイが精査を命じていた。これを切っ掛けとして祖業の一つだったマーガリン・ペースト部門をコールバーグ・クラビス・ロバーツ出資によるアップフィールド社としてスピンオフした。
2020年11月30日、1930年以来の2本社制を放棄し、本社機能をロンドンに一本化した。
2020年には消費者の嗜好の変化により売上が伸び悩んでいたリプトンなどの紅茶事業の売却の検討を開始し、2021年にエカテラ（現：リプトン・ティーアンドインフュージョン）として分社化した。同年11月にエカテラをCVC キャピタル・パートナーズに45億ユーロで売却することで合意し、2022年7月に取引を完了させた。なお、インド・インドネシア・ネパールの紅茶事業およびペプシコとの合弁事業であるリプトンブランドのペットボトル飲料事業は売却の対象外となっている。

## 世界各国の支社
日本では、ユニリーバPLCが100%出資しているユニリーバ・ジャパン株式会社（旧・日本リーバ）を拠点に事業展開しており、9割以上が化粧品主体というスタンスを取っている。それ以外の国では洗剤関連においては基本的に積極的な姿勢をとっている。アメリカ合衆国法人は、リーバ・ハウスを拠点として1960年代にエド・サリヴァン・ショーのスポンサーとなり、リプトン紅茶や、当時は化粧乳液配合の化粧石鹸として展開していたラックスなどのコマーシャルを放送していた。インドネシアでは、製品原料であるパームオイルの生産加工工場を稼働させている。北スマトラ州シマングン県セイ・マンケイ経済特区でパームヤシ資源の要地である。
広告も世界展開しており、ユニリーバはサッカーオランダ代表とバレーボールオランダ女子代表のオフィシャルスポンサーとなっているほか、2023 FIFA女子ワールドカップと2026 FIFAワールドカップの大会公式スポンサー契約を締結。日本では2023年12月までテゲバジャーロ宮崎の本拠地の命名権（ユニリーバスタジアム新富）も取得していた。

## ユニリーバが展開する主なブランド
☆印はユニリーバ・ジャパンで取扱されているブランド。近年では、選択と集中 を推進するなどブランドマネジメントに積極的に取り組んでおり、収益を堅調に伸ばしている。

### 食品
- ウォールズ・アイスクリーム：アイスクリーム
- ポットヌードル：カップラーメン
- ビエネッタ：アイスクリーム
- ポプシクル：アイスクリーム

- ベン&ジェリーズ：アイスクリーム
- マーマイト：食品
- クノール：食品 - ユニリーバに買収される以前に味の素と提携、同社が発売（グループ会社・クノール食品に生産委託）。

### パーソナルケア用品
- Axe（アックス）：男性用化粧品 ☆
- LUX（ラックス）：石鹸をはじめとするトイレタリー ☆
- Dove（ダヴ）：スキンケア、ヘアケア製品 ☆
- CLEAR（クレア）：シャンプー☆
- モッズ・ヘア：ヘアケア製品 ☆
- ポンズ：スキンケア製品 ☆

- レセナ：デオドラント製品 ☆
- ヴァセリン：スキンケア製品 ☆
- ティモテ：ヘアケア製品
- シグナル（Signal）：歯磨剤
- 綿棒 : Q-Tipsという商品名で知られる
- トニーアンドガイ：ヘアケア製品

### ホームケア用品
- ジフ：クレンザー ☆
- ドメスト（Domestos）：除菌クリーナー ☆

## その他
- 2020年6月26日、ユニリーバはアメリカで「二極化された選挙（2020年アメリカ合衆国大統領選挙の）期間」が続くことを考慮し、年末までSNSへのインターネット広告の出稿を取りやめることを発表した[15]。